# Museo del deportista nortesantandereano
El Museo del deportista nortesantandereano, es el primer museo de sus características en la ciudad de Cúcuta y la región. Fue fundado el 23 de enero de 2023.En el museo se encuentra la exposición de más de 500 artículos referentes a los deportistas más importantes de Norte de Santander en disciplinas como el fútbol, boxeo, tenis, baloncesto, ciclismo, entre otros.

## Colecciones
En la primera parte del museo se encuentra la exposición de objetos 35 deportista del departamento entre los que se destacan, María Camila Osorio Serrano,Ángel Barajas, Rolando Serrano (futbolista),Fabiola Zuluaga,Álvaro Lozano y muchos más. La exposición por personaje cuenta con medallas, uniformes, carnets, distinciones y documentos donados por cada uno de los deportistas.
En la segunda parte se encuentra un homenaje al Cúcuta Deportivo, con una colección de 252 camisetas desde 1970 hasta el presente, trofeos, boletas, medallas, esculturas, guayos, e historias sobre el equipo de fútbol en la segunda y primera división, así como los torneos internacionales en los que ha participado.